# 1973년~1974년 주식 시장 붕괴
1973-1974년 주식 시장 붕괴(영어: 1973–1974 stock market crash)는 1973년 1월부터 1974년 12월까지 약세장을 야기했다. 전 세계 주요 주식시장, 특히 영국에 영향을 미쳤으며, 대공황 이후 최악의 주식시장 침체 중 하나였으며, 다른 하나는 세계 금융 위기 (2007년~2008년)였다. 이 붕괴는 지난 2년간의 브레턴우즈 체제 붕괴와 그에 따른 '닉슨 쇼크', 그리고 스미소니언 협정 하의 미국 달러 평가절하 이후에 발생했다. 이는 1973년 석유 파동의 발발로 더욱 심화되었다. 이는 1970년대 경기후퇴의 주요 사건이었다.

## 역사
1973년 1월 11일부터 1974년 12월 6일까지 694일 동안 뉴욕 증권거래소의 다우 존스 산업평균지수는 역사상 7번째로 최악의 약세장을 겪으며 가치의 45% 이상을 잃었다. 1972년은 DJIA에게 좋은 해였고, 12개월 동안 15%의 상승을 기록했으며, 1973년은 더 좋을 것으로 예상되었다. 타임은 붕괴가 시작되기 불과 3일 전에 '황금의 해가 될 것'이라고 보도했다. 1972년부터 1974년까지 2년 동안 미국의 경제는 실질 GDP 성장률이 7.2%에서 -2.1%로 둔화되었고, 인플레이션(CPI 기준)은 1972년 3.4%에서 1974년 12.3%로 치솟았다. 다우 지수는 1974년 12월 6일에 577.60포인트로 최저 수준에 도달했다.
영국에서는 영향이 더 심각했는데, 특히 런던 증권거래소의 FT 30은 붕괴 기간 동안 가치의 73%를 잃었다. 1972년 5.1%의 실질 GDP 성장률에서 영국은 1974년 경기후퇴에 진입하여 GDP가 1.1% 감소했다. 당시 영국 부동산 시장은 큰 위기를 겪고 있었고, 2차 은행 위기로 인해 잉글랜드 은행은 여러 대출 기관을 구제해야 했다. 영국에서는 1974년 12월 19일 임대료 동결이 해제되면서 부동산 가격 재조정이 가능해지자 붕괴가 끝났다. 그 다음 해에는 주가가 150% 상승했다. FT30 지수(오늘날의 FTSE 100 지수의 전신)의 최종 시장 저점은 1975년 1월 6일이었으며, 이 지수는 146으로 마감했다(일중 최저점 145.8을 기록한 후). 시장은 그 후 불과 3개월여 만에 거의 두 배로 뛰었다. 그러나 미국과는 달리 인플레이션은 1975년에 25%까지 계속 상승하여 스태그플레이션 시대가 시작되었다. 홍콩 항셍지수도 1973년 초 1,800에서 300 가까이 하락했다.

## 일일 가격의 큰 변동
DJIA의 20가지 가장 큰 백분율 상승 및 하락 중 이 기간 동안 발생한 것은 없었다.

## 여파
미래 G7의 모든 주요 주식 지수는 1974년 9월에서 12월 사이에 바닥을 쳤고, 명목 가치로는 최소 34%, 실질 가치로는 43%의 가치를 잃었다. 모든 경우에 회복은 느린 과정이었다. 서독 시장이 가장 빠르게 회복되어 18개월 이내에 원래 명목 수준으로 돌아왔지만, 1985년 6월까지는 같은 실질 수준으로 돌아오지 못했다. 영국은 1987년 5월까지 같은 시장 수준으로 돌아오지 못했으며(검은 월요일 (1987년) 붕괴 불과 몇 달 전), 미국은 1973-74년 붕괴가 시작된 지 20년이 지난 1993년 8월까지 실질적으로 같은 수준을 보지 못했다.

## 문화적 언급
홍콩 TVB 시리즈 대시대의 줄거리는 이 시장 붕괴를 중심으로 전개된다.

## 같이 보기
- 홍콩의 주가 대폭락
- 니프티 피프티